# Ducado de Granada de Ega
El ducado de Granada de Ega es un título nobiliario español, con grandeza de España, creado el 29 de marzo de 1729, por el rey Felipe V, a favor de Juan de Idiáquez y Eguía, capitán general de los Reales Ejércitos.
Su denominación hace referencia a una zona al lado del río navarro de Ega, afluente del río Ebro.

## Duques de Granada de Ega
|                       | Titular                                            | Periodo               |
| Creación por Felipe V | Creación por Felipe V                              | Creación por Felipe V |
| --------------------- | -------------------------------------------------- | --------------------- |
| i                     | Juan de Idiáquez y Eguía                           | 1729-1736             |
| ii                    | Antonio de Idiáquez y Garnica                      | 1736-1755             |
| iii                   | Ignacio de Idiáquez y Aznárez Garro                | 1755-1769             |
| iv                    | Francisco de Borja de Idiáquez y Palafox           | 1769-1818             |
| v                     | Francisco Javier de Idiáquez y Carvajal            | 1818-1848             |
| vi                    | Francisco Javier Azlor de Aragón e Idiáquez        | 1850-1919             |
| vii                   | José Antonio Azlor de Aragón y Hurtado de Zaldívar | 1919-1960             |
| viii                  | María del Carmen Azlor de Aragón y Guillamas       | 1960-1988             |
| ix                    | Juan Alfonso Martos y Azlor de Aragón              | 1990-actual titular.  |

## Historia de los duques de Granada de Ega
- Juan de Idiáquez y Eguía (Azcoitia, 19 de enero de 1665-9 de septiembre de 1736), i duque de Granada de Ega,[1] comendador mayor de la Orden de Santiago, ayo y sumiller de corps del príncipe de Asturias, el futuro rey Fernando VI.[2] Era hijo de Francisco de Idiáquez y Manrique de Isasi y de Luisa María Eguía e Irarraga. Se casó con su sobrina María Antonia de Velasco e Ibáñez de Segovia, iv marquesa de Gramosa,  vii condesa de Salazar, ix condesa de Castilnovo. Sin descendientes directos.

Lo sucedió su sobrino carnal:

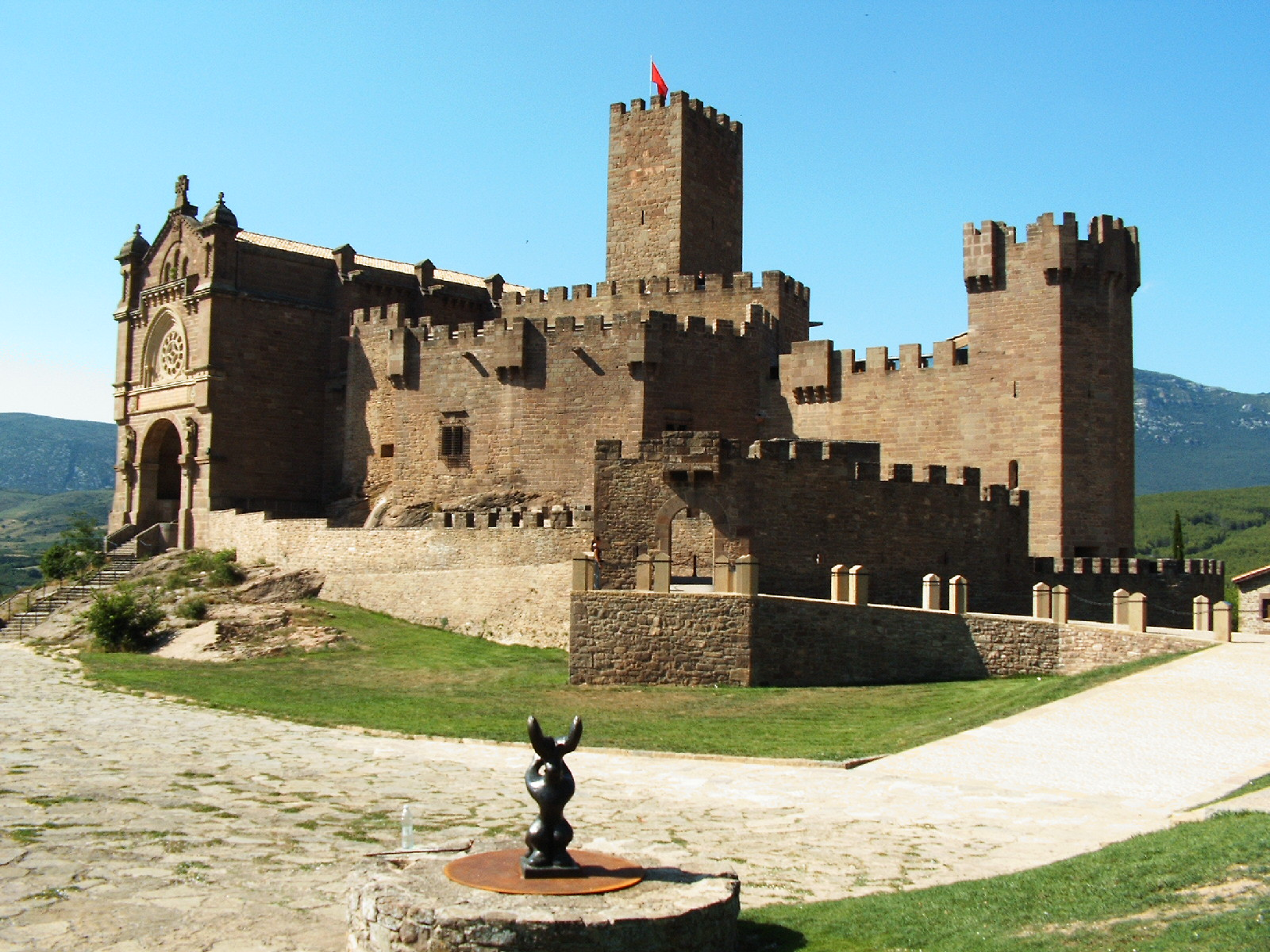
Castillo de los condes de Javier, Javier, Navarra

- Antonio de Idiáquez y Garnica (1686-22 de mayo de 1754), ii duque de Granada de Ega,[1] marqués de Valdetorres, hijo de Pedro de Idiáquez y Eguía hermano del i duque y de María Magdalena de Garnica y Córdoba. Contrajo matrimonio con María Isabel Aznárez de Garro y Echeverz, viii marquesa de Cortes, v condesa de Javier, vizcondesa de Zolina, xii vizcondesa de Muruzábal, xii mariscala perpetua del Reino de Navarra.

Lo sucedió su hijo:
- Ignacio de Idiáquez y Aznárez de Garro (1713-1 de abril de 1769), iii duque de Granada de Ega,[1] vi conde de Javier, ix marqués de Cortes, iv marqués de Valdetorres, vizconde de Zolina, xiii vizconde de Muruzábal, xiii mariscal perpetuo del Reino de Navarra, teniente general de los RREE. Se casó con María Josefa de Palafox y Bardaxí, hija de Bernabé Rebolledo de Palafox, ii marqués de Lazán.

Lo sucedió su hijo:
- Francisco de Borja de Idiáquez y Palafox (m. 17 de marzo de 1817), iv duque de Granada de Ega,[1]x marqués de Cortes, v marqués de Valdetorres, vii conde de Javier, vizconde de Zolina, xiv vizconde de Muruzábal, xiv mariscal perpetuo del Reino de Navarra, casado con María Agustina de Carvajal y Lancaster, hija del duque de Abrantes.

Lo sucedió su hijo:

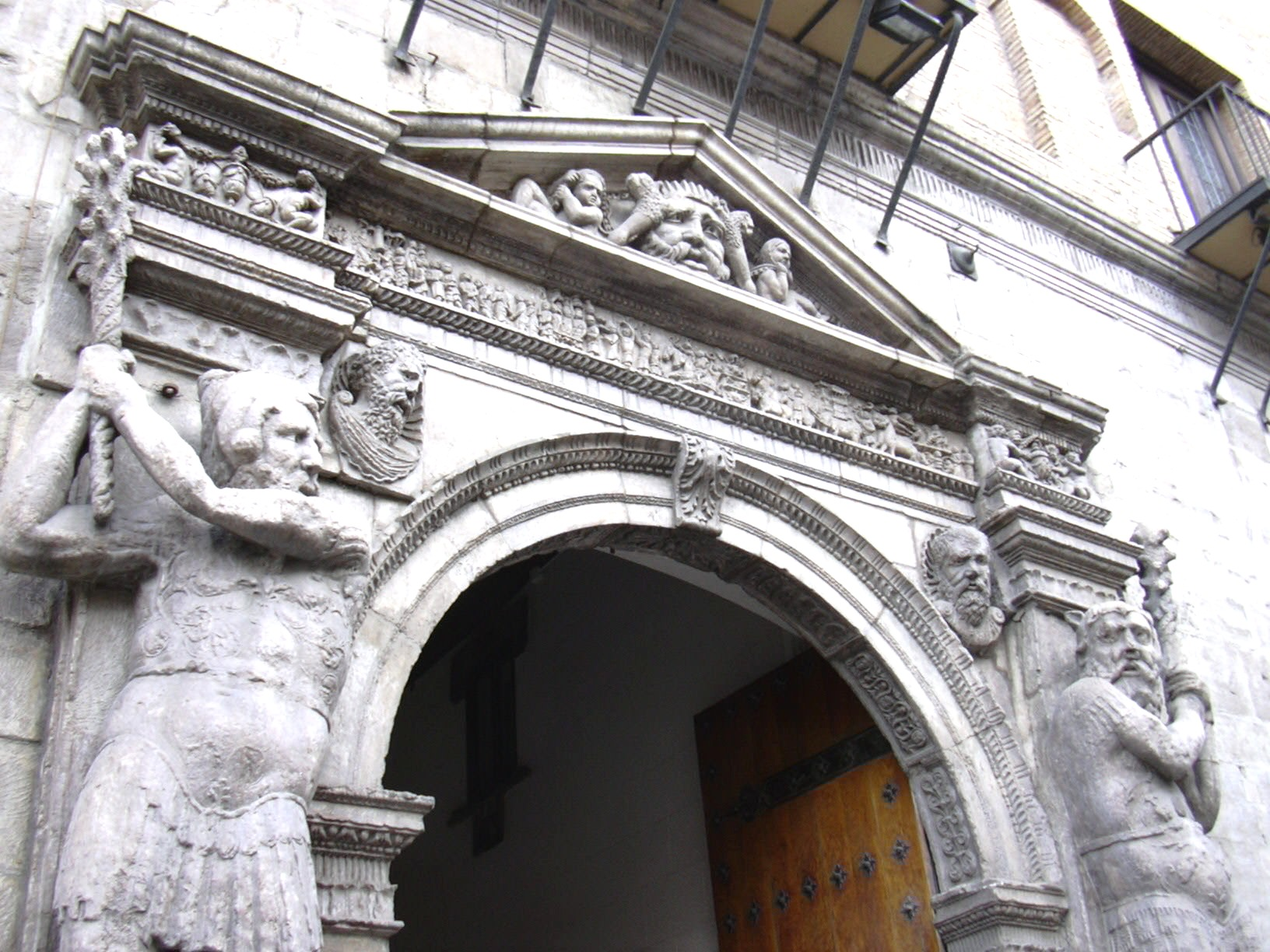
Palacio de los condes de Luna, Zaragoza.

- Francisco Javier de Idiáquez y Carvajal, v duque de Granada de Ega,[1] xi marqués de Cortes, vi marqués de Valdetorres, viii conde de Javier, vizconde de Zolina, xv vizconde de Muruzábal. Se casó con María del Pilar Antonia del Corral y Azlor. De su hija María de la Concepción de Idiáquez y del Corral, xv vizcondesa de Muruzábal y su esposo José Antonio Azlor de Aragón y Fernández de Córdoba, ix conde del Real.

Lo sucedió su nieto el 3 de junio de 1850:

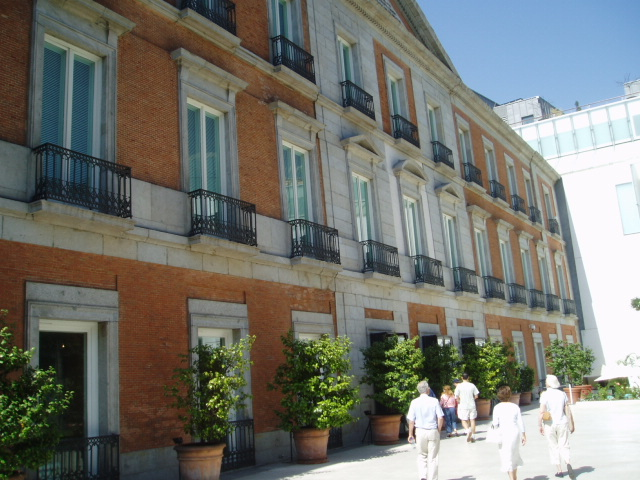
Palacio de los duques de Villahermosa, Madrid. Actualmente museo Thyssen

- Francisco Javier Azlor de Aragón e Idiáquez (1842-1919), vi duque de Granada de Ega,[1] xii marqués de Cortes, vii marqués de Valdetorres, ix conde de Javier, vizconde de Zolina, xvi vizconde de Muruzábal, xvi duque de Villahermosa, xiii conde de Luna, ix conde de Guara  y vizconde de Chelva. Fue senador por derecho propio (1877-1919).[3] Contrajo matrimonio con Isabel María Hurtado de Zaldívar y Heredia, hija de José Manuel Hurtado de Zaldívar y Fernández de Villavicencio, iv conde de Zaldívar, vizconde de Portocarrero y marqués de Villavieja.

Lo sucedió su hijo el 26 de julio de 1919:
- José Antonio Azlor de Aragón y Hurtado de Zaldívar (1873-1960), vii duque de Granada de Ega,[1] xvii duque de Villahermosa, ii duque de Luna, xiii marqués de Cortes, x marqués de Cábrega, viii marqués de Valdetorres, xiv conde de Luna, x conde de Javier, x conde de Guara, vizconde de Zolina, xviii vizconde de Muruzábal, xiv conde del Real y marqués de Narros, gentilhombre grande de España con ejercicio y servidumbre del rey Alfonso XIII. Se casó con María Isabel Guillamas y Caro, xi marquesa de San Felices, vii condesa de Molina y condesa de Villalcázar de Sirga.

Lo sucedió su hija:

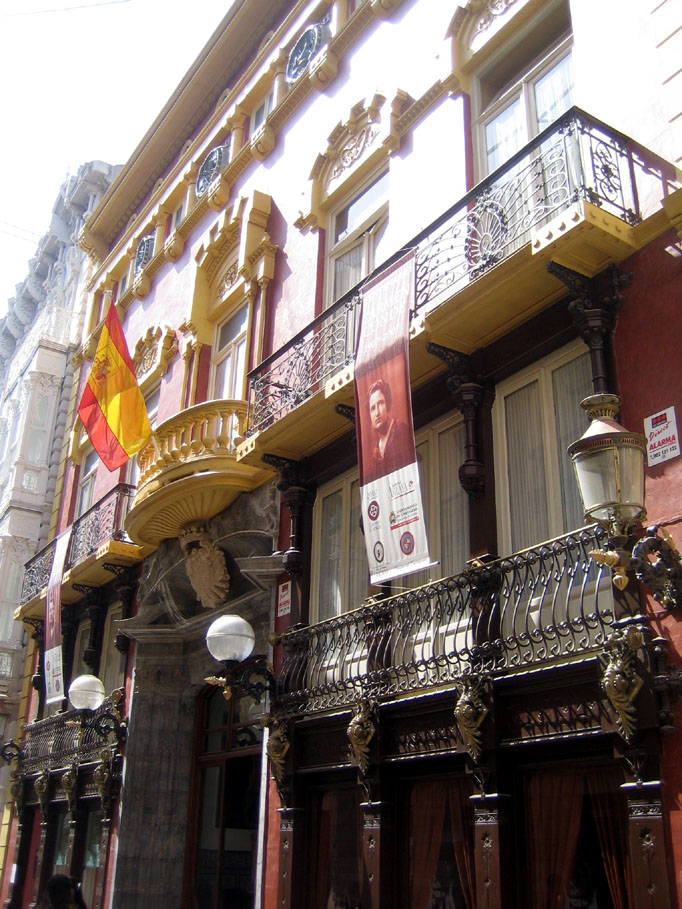
Palacio de los marqueses de Casa Tilly, en Cartagena, Murcia. Este palacio es actualmente Casino-Social

- María del Carmen Azlor de Aragón y Guillamas (1912-1988), viii duquesa de Granada de Ega,[1][4] vi marquesa de Santiago de Oropesa, casada con Alfonso de Martos y Zabálburu, vii marqués de Casa Tilly, viii marqués de Iturbieta, hijo de Alfonso Martos y Ariscum, vi marqués de Casa Tilly, vii marqués de Iturbieta, iv conde de Heredia Spínola y v conde de Tilly.

La sucedió su hijo.
- Juan Alfonso Martos y Azlor de Aragón (n.1942), ix duque de Granada de Ega,[1][5] ix marqués de Iturbieta, viii marqués de Casa Tilly, comendador mayor de la Orden de Calatrava,[6] casado con Fátima Blázquez de Lora.